# Борбей, Шандор
Шандор Борбей (венг. Borbély Sándor; 12 декабря 1931, Трансильвания — 27 ноября 1998, Будапешт) — венгерский коммунистический политик и военный, видный партийный функционер, член ЦК ВСРП. В 1980—1989 — последний командующий партийными военизированными формированиями «Рабочей милиции».

## Происхождение
Родился в Румынии, в семье трансильванских венгров. Его отец, Шандор Борбей-старший, работал плотником. Мать, Эстер Борбей, впоследствии стала телефонисткой. Родители Шандора Борбея придерживались коммунистических взглядов.
В 1943 Шандор Борбей переехал в Будапешт. В 15 лет устроился на завод учеником слесаря-инструментальщика. Работал до 1949, после чего перешёл в партийный аппарат ВПТ.

## Партийная карьера
В 1945 Шандор Борбей вступил в Коммунистическую партию Венгрии, с 1948 — в ВПТ. Занимал различные посты в молодёжной организации компартии. В 1950 окончил военные курсы, получил звание офицера запаса. Считался в аппарате ВПТ перспективным политическим функционером. С 1955 по 1957 Шандор Борбей находился в СССР, обучался в Высшей комсомольской школе при ЦК ВЛКСМ.
Возвратившись в ВНР, состоял в ЦК ВСРП. В 1966—1970 возглавлял молодёжную организацию ВСРП в Будапеште. С 1970 по 1975 — секретарь партийной организацию крупнейшего промышленного предприятия Csepel. В разное время руководил в ЦК отделами промышленности, сельского хозяйства, торговли, экономической политики.
В партийном руководстве Шандор Борбей отличался консервативной позицией, выступал за жесткий идеологический контроль и хозяйственную централизацию, был противником экономических реформ.

## Консервативная позиция
На XII съезде ВСРП в марте 1980 года Шандор Борбей был назначен командующим «Рабочей милицией» — военизированными формированиями ВСРП. Получил воинское звание генерал-майора, с 1986 — генерал-лейтенанта.
В период демонтажа коммунистического режима в Венгрии генерал Борбей выступал как противник радикальных преобразований. Перед церемонией перезахоронения Имре Надя — один из ключевых политических актов венгерского 1989 — Борбей обещал не выводить на улицы «Рабочую милицию», но предупреждал, что эти формирования могут быть оперативно мобилизованы. Такое заявление рассматривалось как завуалированная угроза. Он не очень настаивал на идеологической символике, но старался сохранить за компартией максимум возможных позиций. Так, он предлагал сохранить «Рабочую милицию», заменив присягу социализму присягой нации или даже короне.
Однако на референдуме 26 ноября 1989 года почти 95 % избирателей проголосовали за роспуск «Рабочей милиции».

## Отставка и кончина
После расформирования «Рабочей милиции» Шандор Борбей подал в отставку и вышел на пенсию. Скончался в возрасте 66 лет.